# Sololá (departament)

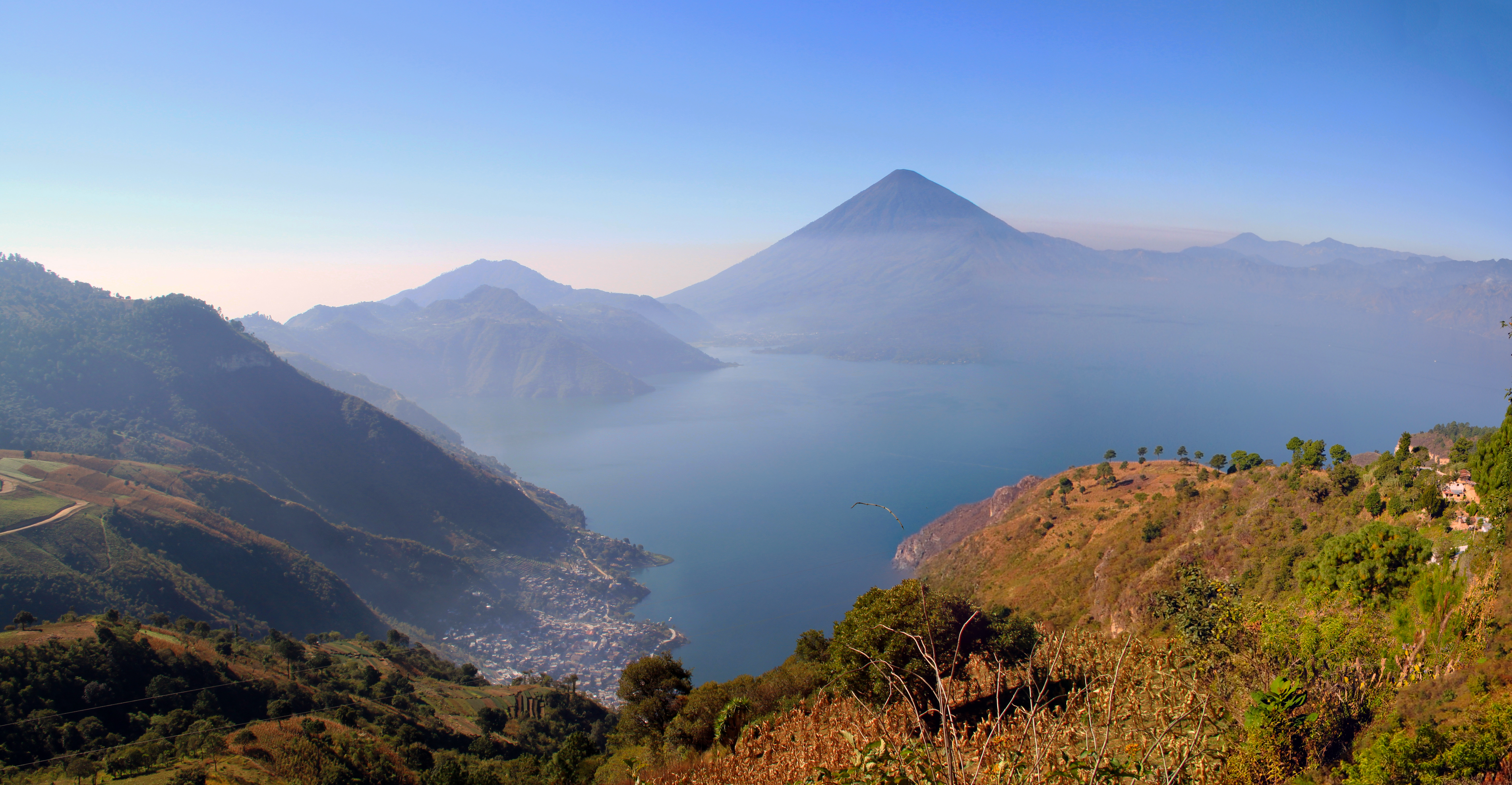
Panorama na jezioro Atitlán oraz wulkan San Pedro, leżące na terenie departamentu Sololá

Sololá – jeden z 22 departamentów Gwatemali, położony na południowo-zachodniej części kraju. Stolicą departamentu jest miasto Sololá. Departament graniczy na zachodzie z departamentem Quetzaltenango, na północy z departamentami Totonicapán i Quiché, na wschodzie z departamentem Chimaltenango i na południu z departamentem Suchitepéquez.
Jest drugim najmniejszym departamentem Gwatemali, lecz pod względem liczby mieszkańców plasuje się blisko średniej. Najważniejszymi miastami w departamencie oprócz stolicy departamentu są Nahualá, San Lucas Tolimán, Santa Catarina Ixtahuacan, Santa Lucía Utatlán i Santiago Atitlán. Departament ma wybitnie górzysty charakter, a średnie wyniesienie całego departamentu nad poziom morza wynosi 2113 m. W centrum departamentu leży duże (130 km²) jezioro kraterowe – Atitlán. Klimat, jak na tę szerokość geograficzną, jest chłodny, z niewielkimi amplitudami dobowymi i minimalną temperaturą 9 °C, a według klasyfikacji klimatów Köppena dominuje klimat sawann (Aw) i klimat umiarkowany z suchą zimą (Cwb) z dominacją opadów w porze deszczowej w miesiącach czerwiec-wrzesień.

## Podział departamentu
W skład departamentu wchodzi 19 gmin (municipios):
1. Concepción
2. Nahualá
3. Panajachel
4. San Andrés Semetabaj
5. San Antonio Palopó
6. San José Chacayá
7. San Juan La Laguna
8. San Lucas Tolimán
9. San Marcos La Laguna
10. San Pablo La Laguna
11. San Pedro La Laguna
12. Santa Catarina Ixtahuacan
13. Santa Catarina Palopó
14. Santa Clara La Laguna
15. Santa Cruz La Laguna
16. Santa Lucía Utatlán
17. Santa María Visitación
18. Santiago Atitlán
19. Sololá